# Perikles
Perikles (còn gọi là Pericles, tạm dịch ra tiếng Việt là bị sự huy hoàng bám lấy) (khoảng 495 – 429 TCN) là một nhà chính trị, nhà hùng biện, tướng lĩnh tài ba và có nhiều ảnh hưởng của Athena trong Thời đại Hoàng kim của thị quốc này - đặc biệt là khoảng thời gian giữa các cuộc chiến tranh Hy Lạp-Ba Tư và chiến tranh Peloponnesus. Ông là hậu duệ của gia tộc Alcmaeonid có nhiều quyền lực và ảnh hưởng trong lịch sử, thông qua người mẹ của mình.
Perikles là một trong những người có ảnh hưởng sâu sắc với xã hội Athena mà Thucydides, sử gia đương thời, gọi ông là "người con dân đầu tiên của thành Athena". Perikles biến liên minh Délos thành đế quốc Athena và lãnh đạo nhân dân trong hai năm đầu của cuộc chiến tranh Peloponnesus. Thời ông trị vì Athena, cụ thể hơn là từ 461 TCN đến 429 TCN, thỉnh thoảng được gọi là "kỷ nguyên Perikles", dù thời kì này được tính từ cuộc chiến tranh Hy Lạp-Ba Tư đến thế kỉ sau đó.
Perikles khuyến khích mĩ thuật và văn học; đó là nguyên nhân chính mà Athena trở thành một trung tâm của nền văn hóa & giáo dục của thế giới Hy Lạp cổ đại. Ông đã bắt đầu một kế hoạch tham vọng: xây dựng những công trình kiến trúc (phần lớn còn tồn tại đến ngày nay) ở Acropolis (có cả đền Parthenon). Kế hoạch này làm cho Athena đẹp và huy hoàng hơn, đồng thời giúp nhân dân có nơi làm ăn. Ngoài ra, Perikles khuyến khích sự mở rộng của nền dân chủ Athena khiến cho các nhà phê bình gọi ông là người theo chủ nghĩa dân túy.

## Thanh danh
Perikles là người sáng lập đế quốc Athena. Athena không phải là một đế quốc được cả thế giới biết đến, với những nhà chinh phạt vĩ đại như Alexandros Đại đế, Julius Caesar, Timur Lenk, v.v... Athena dần dần thu phục các thị quốc Hy Lạp khác.
5 tuổi trong khi nhân dân Hy Lạp đánh đuổi quân Ba Tư xâm lược tại Marathon, ở tuổi dậy thì khi quân Ba Tư chinh phạt Hy Lạp lần 2 và 20 tuổi khi thế lực Athena trở nên hùng mạnh, Perikles cho rằng Athena phải có nền dân chủ, trong khi giới quý tộc Athena thường tranh chấp quyền lực. Nhưng ông cũng cho rằng, nền dân chủ cần phải có đường lối lãnh đạo đúng đắn, kiên quyết. Năm 430 TCN, ông giữ một chức lớn trong hội đồng lập pháp Athena, nắm mọi quyết định trong việc trị quốc. Sử gia Thucydides đã mô tả Perikles ở cương vị này như sau: